# Brachyglottis huntii
Brachyglottis huntii là một loài thuộc chi Brachyglottis thuộc họ Asteraceae và từng là loài thuộc chi Senecio. Loài này chỉ có ở New Zealand.